# Pauline van der Wildt
Pauline van der Wildt est une nageuse néerlandaise née le 29 janvier 1944 à Schiedam.

## Biographie
Pauline van der Wildt dispute l'épreuve du 4x100m nage libre aux Jeux olympiques d'été de 1964 de Tokyo aux côtés de Toos Beumer, Erica Terpstra et Winnie van Weerdenburg et remporte la médaille bronze.